# Втікачі (фільм, 1996)
Втікачі (англ. Fled) — американський комедійний бойовик 1996 року режисера Кевіна Гукса. Головні ролі зіграли Лоренс Фішберн і Стівен Болдвін.

## Сюжет
Пайпер і Додж - в'язні однієї з американських в'язниць. Щасливий збіг обставин дозволив хлопцям вирватися з в'язниці, але вони не припускали, що опинившись на волі, стануть ласим шматком відразу для декількох груп переслідувачів. 
Пайпер - такий собі супермен, а Додж - звичайний комп'ютерний геній, який свого часу він вдало провернув переказ з рахунку ватажка однієї з мафіозних структур 25 мільйонів доларів. Гаразд би тільки гроші вкрав, він примудрився скопіювати всю базу даних мафії. Тепер за хлопцями ганяються наймані вбивці, представники організованої злочинності і агенти держорганів.
Мафіозі хотіли б упевнитися в тому, що інформація не пішла далі Доджа, сищики державного агентства мріють притиснути до стінки членів мафіозної структури, які завжди вдало вислизали від правосуддя, на п'яти їм наступають і охочі до сенсацій представники ЗМІ. Затриманням Доджа і Пайпера зайнята і поліція. Хлопцям, щоб врятуватися, потрібно проявити кмітливість і розбудити власну інтуїцію. За життя втікачів ніхто не дасть навіть ламаного гроша, а конкуруючі організації полюють за дискетою, на яку Додж записав інформацію.

## У ролях
| Актор            | Роль                  |
| ---------------- | --------------------- |
| Лоренс Фішберн   | Чарльз Пайпер         |
| Стівен Болдвін   | Люк Додж              |
| Вілл Паттон      | детектив Метью Гібсон |
| Роберт Джон Берк | маршал Пет Шиллер     |
| Роберт Гукс      | лейтенант Генрі Кларк |
| Віктор Ріверс    | Ріко Сантьяго         |
| Девід Дюкс       | Кріс Пейн             |
| Кен Дженкінс     | Ворден Ніколс         |
| Майкл Нейдер     | Френк Мантажано       |
| Брітні Павелл    | Сінді Гендерсон       |
| Сальма Гаєк      | Кора                  |
| Бретт Райс       | офіцер Торнгілл       |